# Distretto di Shimotakai
Il distretto di Shimotakai (下高井郡, Shimotakai-gun?) è uno dei distretti della prefettura di Nagano, in Giappone.
Attualmente fanno parte del distretto i comuni di Kijimadaira, Nozawaonsen e Yamanouchi.
| Controllo di autorità | VIAF (EN) 256967060 · NDL (EN, JA) 00553848 |